# Pannilini

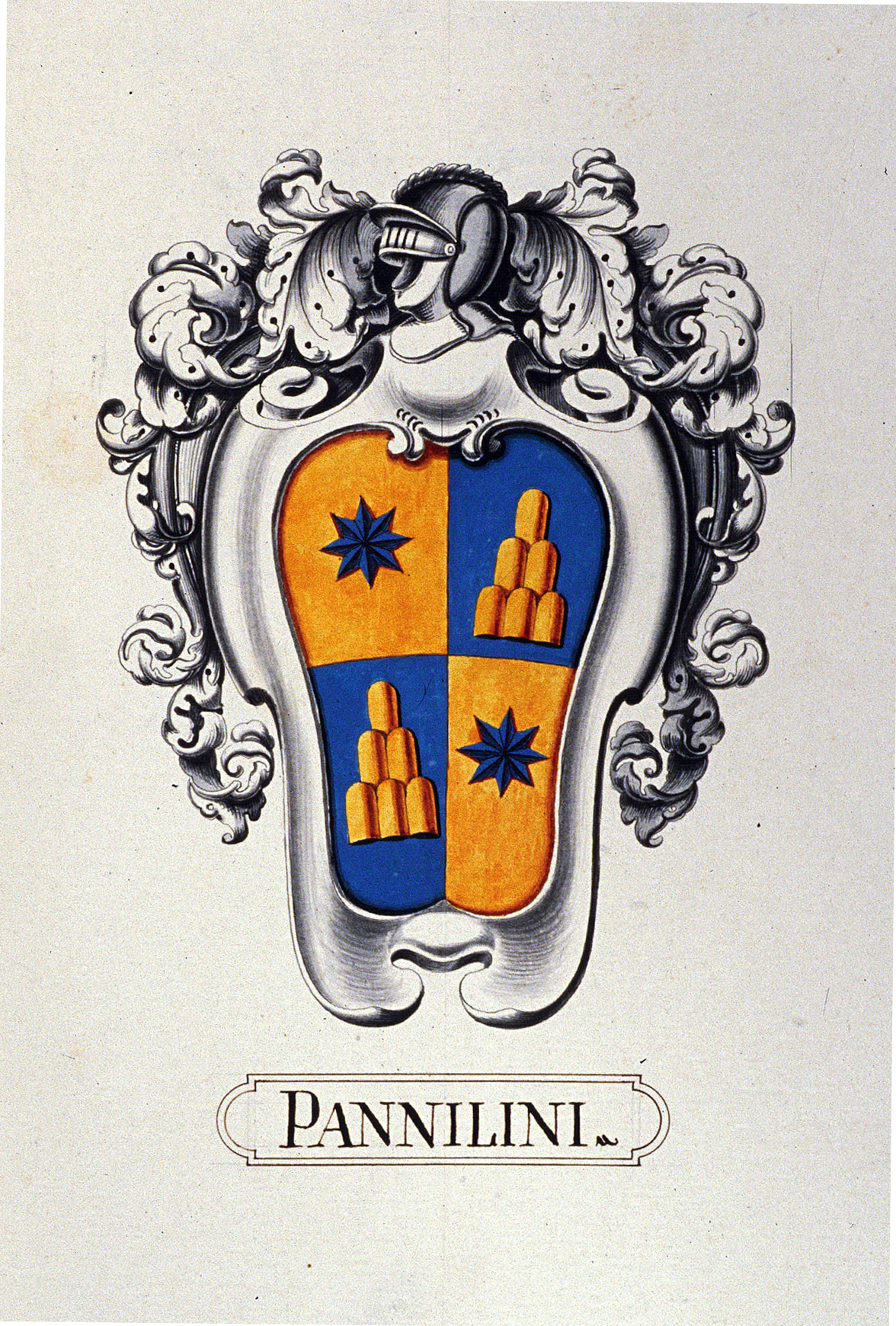
Stemma della famiglia Pannilini

 I Pannilini sono una nobile famiglia senese che ha avuto per molti secoli una grande influenza nella storia politica e sociale toscana.
Anticamente mercanti oriundi della zona di Cana (in Maremma), dove possedettero alcune terre nel distretto del castello di Cannule insieme ad altre ancora più a settentrione che si estendevano fino alla Val di Chiana e precisamente a La Fratta, verso il sec. XIV si trasferirono a Siena dove continuarono ad esercitare l'arte dei famosi panni di lino, dalla quale ne derivarono il nome ed il prestigio.

## Storia familiare
I Pannilini furono da sempre iscritti al Monte del Popolo di Siena, di cui dalla Lira del 1453 risultano esserne i rappresentanti più ricchi, e rappresentarono dal XIV secolo fino a tutto il XVIII secolo il Governo di Siena, soprattutto per il Terzo di San Martino.
La famiglia ebbe fra i suoi maggiori esponenti provveditori della Biccherna, capitani del popolo, ambasciatori imperiali di Carlo V, rettori dell'Ospedale di Santa Maria della Scala, magistrati dell'amministrazione della Monte dei Paschi di Siena, cavalieri e priori dell'Ordine di Santo Stefano ed un vescovo, Giuseppe Pannilini.

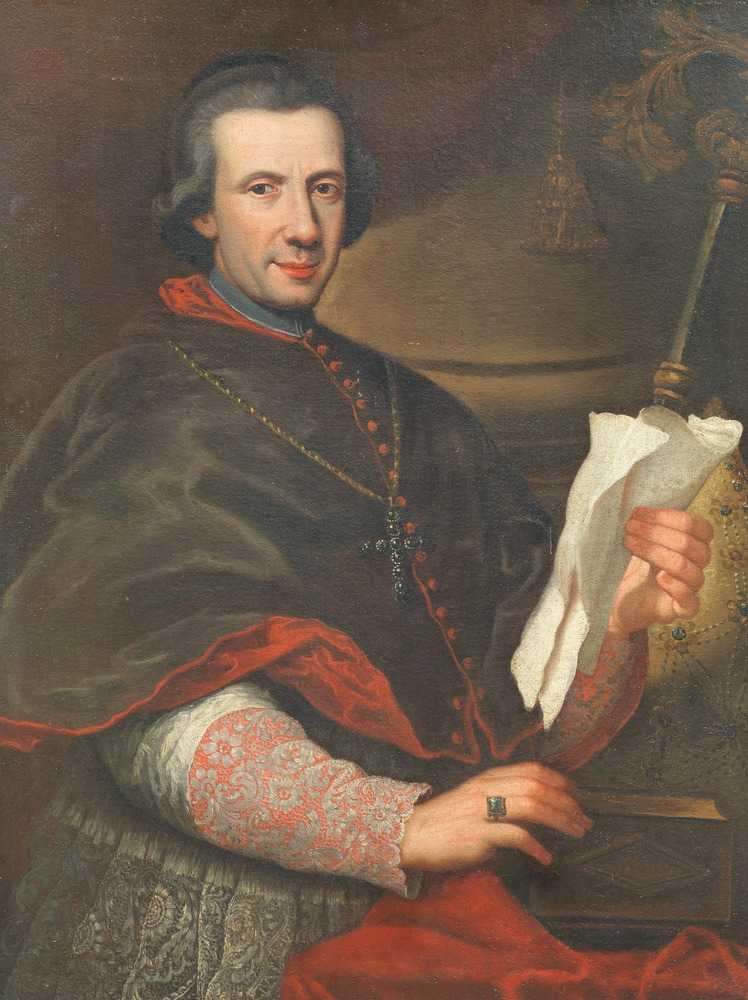
Il Vescovo Giuseppe Pannilini in veste ecclesiastica

All'interno della Repubblica senese l'importanza dei Pannilini, già consolidata grazie ai suoi commerci, accrebbe maggiormente nel sec.XV durante la guerra aragonese contro la Francia allorché Simone Pannilini sostenne gli spagnoli inviando ingenti quantità di truppe e danaro a Ferdinando I di Napoli. Quest'ultimo, apprezzandone il gesto, nel 1469 istituì in feudo il castello della Fratta a favore di Simone e a quello di suo fratello Mino e loro discendenti.
Sempre nel XV secolo, la famiglia fondò il partito dei Biribatti (la setta più scalmanata dei popolari, nemici dei Riformatori) grazie ai due fratelli Mattia (Capitano del Popolo in carica quando venne decapitato dai noveschi il 26 agosto 1486; con la sua morte terminò il governo popolare senese) e Mino Pannilini.
Successivamente, la potenza della famiglia si confermò quando, nel 1590 Emilio Pannilini fondò sui suoi beni di San Giovanni d'Asso il priorato di Siena nell'Ordine di Santo Stefano papa e martire; prioria che la famiglia mantenne fino alla fine del XVIII secolo.
Nel 1601 la famiglia si divise poiché la discendenza di Simone di Pietro si estinse nei Gori Pannilini, portando in eredità a questi numerose proprietà, fra cui la Fratta, Torrenieri, l’Amorosa e Guardavalle: di questo ramo minore si distinsero Giovanni Battista Gori Pannilini, vescovo di Grosseto e noto inquisitore e funzionario pontificio, e Augusto de Gori Pannilini, senatore del Regno d’Italia.

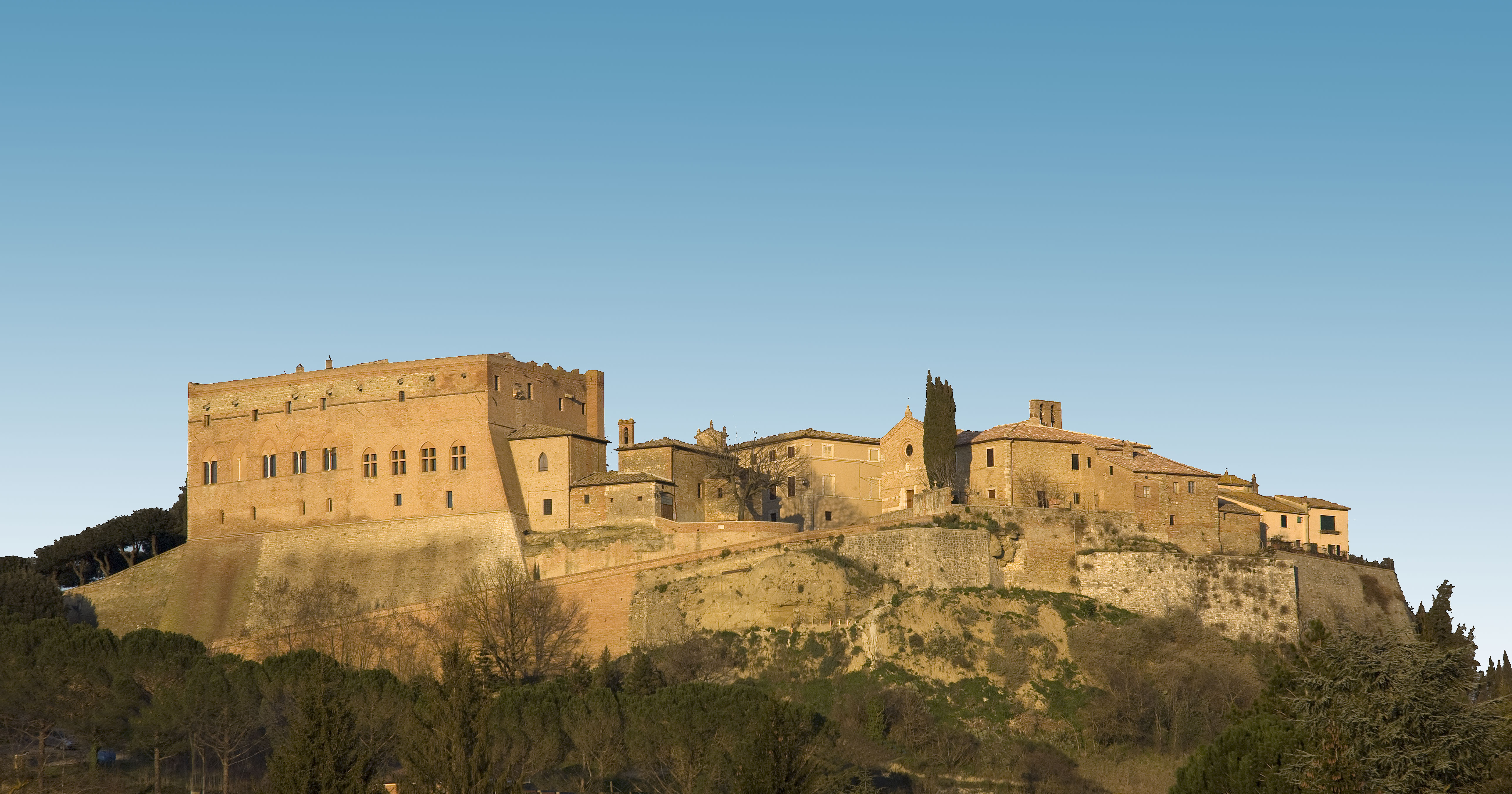
Vista del Castello di San Giovanni d'Asso

Fino alla metà del XX secolo la famiglia Pannilini possedette il castello di San Giovanni d'Asso e numerosissimi poderi attorno ad esso, oltre a Palazzo Pannilini situato nel Casato (Siena).
Il 14 febbraio 1834 il Girolamo Forteguerri, in mancanza di eredi, adottò Tommaso di Antonio Pannilini con l'obbligo di anteporre il proprio cognome al suo e pochi anni dopo di lui il figlio, Niccolò Forteguerri Pannilini, venne dichiarato erede universale del Marchese Alessandro Bichi Ruspoli, dando così origine ai Bichi Ruspoli Forteguerri Pannilini.
La famiglia è iscritta nel Libro d'Oro dei Patrizi di Siena con Decreto 10 Giugno 1753 e successivamente in quello della nobiltà italiana con il titolo “Patrizi di Siena” (maschi e femmine). La sua arma è inquartata: nel primo e quarto d'oro alla stella di otto raggi d'azzurro, nel secondo e terzo al monte ristretto di sei cime d'oro.

## I primi risieduti nel Supremo Magistrato
I Risieduti nel Supremo Magistrato della Repubblica appartenenti alla famiglia Pannilini nel sec.XIV furono: Sozzo di Ser Giorgio (1376), Mino di Berto (1381), Cennino di Martino (1381), Nanni di Giotto (1400); e nella prima metà del sec.XV: Nanni di Barna (1419, 1423, 1432), Barnaba di Nanni (1442), Giacomo di Antonio (1448).
Di tutti questi personaggi non si hanno però dati sufficienti di parentela che permettano d'inserirli nel complesso genealogico della famiglia, che sembra iniziarsi nel complesso con un Paolo, il cui nipote Pietro risiedé nel Supremo Magistrato nel 1429.